# 朝倉ブルー
朝倉 ブルー（あさくら ブルー、2月28日 - ）は、日本のイラストレーター、アニメーター。株式会社AGRS所属。イラストレーターのpu2（ぷに）と共同でウルトラシッカチーフとしても活動している。バーチャルYouTuberとしてはアサクラ・ピース名義で活動している。

## 来歴

### 生い立ち
埼玉県出身。美術大学に進学し、美術学を学んだ。身につけた技能を生かそうと考えて就職活動を続け、2012年にアニメスタジオに就職が決まった。なお、学生の頃よりゲームに親しんでおり、それを通じて声優の杉田智和らと知り合い交友を深めた。2009年10月には、杉田がパーソナリティを務める文化放送の『杉田智和のアニゲラ!ディドゥーーン』にも出演を果たした。以降、Kiss-FM KOBEの『杉田智和のデュクシwアイテテww』など、他のラジオ番組にも出演するようになる。

### イラストレーターとして
アニメーターとして一年ほどアニメスタジオに勤務したものの、退職した。それ以降はイラストレーターとして活動している。『コミックホットミルク』や『COMIC X-EROS』といった成人向け漫画雑誌において活動した。コンピュータゲームに関する仕事も手掛けており、『白猫プロジェクト』ではイラストを担当していた。『月英学園 -kou-』においては、ゲストイラストレーターとして参画している。また、『バトルスピリッツ』などでイラストを担当するなど、トレーディングカードゲームに関する仕事も手掛るなど、活動の場を広げている。近年ではCDジャケットのデザインなども手掛けており、土方蓮奈の『NECROMANCE+D』などのイラストを担当した。なお、中学校と高等学校の後輩であるイラストレーターのpu2と「ウルトラシッカチーフ」というサークルを結成しており、同人活動なども行っている。同人活動以外にもpu2とともに仕事を請け負うことがあり、Aetasが運営する「4Gamer.net」のキャラクター「くぬぎちゃん」のイラストもpu2とともに手掛けている。ただ、アニメスタジオを退職してからもアニメーション作品に携わることがあり、2017年に配信されたインターネットアニメの『てぃ先生』では作画を担当した。
また、杉田智和がパーソナリティを務める『杉田智和のアニゲラ!ディドゥーーン』にも引き続き出演し続けており、後継番組である『杉田智和のアニゲラ!ディドゥーーン!!』、および、リニューアル後の『アニゲラ!ディドゥーン!!!』にも引き続き出演し続けている。これらの番組ではゲームクリエイターの祁答院慎、イラストレーターのikuyoan、歌手のLotus Juiceなど、杉田と関係の深い人物が「有象無象」と称して多数出演することでも知られている。初出演時の朝倉は、まだアニメーターになる前の単なる一般人に過ぎなかったが、モブ扱いではなくきちんと名乗ったうえで出演しており、以降も頻繁に番組に登場したことから事実上の準レギュラーとなっている。ゲストを交えてのトークコーナーだけでなく、杉田が脚本を手掛けるラジオドラマコーナーにも度々出演しており、声優としての演技を披露している。特にラジオドラマでは、長年にわたって「アサクラマン」役などを演じている。2017年4月に『アニゲラ!ディドゥーン!!!』がアニラジアワード最優秀男性ラジオ賞（一般の部）を受賞した際には、パーソナリティの杉田とマフィア梶田だけでなく、有象無象の一人として祁答院、ikuyoanとともに授賞式に出席した。表彰に際しては、杉田と梶田らとともに朝倉も壇上に上がってその栄誉を称えられており、番組に欠かせない存在となっている。
また、杉田とは全く無関係の番組にも出演するようになっており、文化放送のインターネットテレビ番組の『祁答院慎と行く○○』には、祁答院慎、ikuyoanの両名と出演している。この番組は、文化放送のオンデマンド配信サイト「AG-ON Premium」のサービス開始を記念した単発の特別番組だったが、2017年3月に配信された番組としては最も反響が大きかったことから、シリーズ化されることになった。ラジオ番組としては、青木瑠璃子と青木佑磨がパーソナリティを務める『瑠璃子・佑磨のウルトラワイドスペシャル!』にも単独ゲストとして出演している。さらには朗読劇イベント『祁答院慎ホラーショウ』にて舞台上で演じられる朗読劇に挑戦し、第2話「カフェイン中毒の男」にて主人公を演じるに至った。これが舞台など公開の場においての初主演作品となる。また、土方蓮奈のCDジャケットのイラストを手掛けたことから、土方のイベントなどにも登壇するようになった。
祁答院慎が企画・脚本を担当するYouTubeチャンネル『ホラーアカデミアン』においては、バーチャルYouTuberとして「アサクラ・ピース」を演じている。ただし、事前収録されたドラマ版のみ松田利冴が担当する。

## 人物
朝倉ブルーをモデルにした作品なども登場している。アークシステムワークスのコンピュータゲーム『月英学園 -kou-』には、朝倉ブルーをモデルとした「朝倉」が登場し、山本匠馬が演じている。2015年には杉田智和、祁答院慎とともに朝倉ブルーのぬいぐるみ化が発表され、アドアーズが運営するゲームセンターなどで店頭に並ぶことになった。この状況について、マフィア梶田は「中年のおっさん達が揃いも揃ってぬいぐるみになるという異常事態」と評している。

## 出演

### ラジオ
- 杉田智和のアニゲラ!ディドゥーーン（2009年〜2013年） - 有象無象
- 杉田智和のデュクシｗアイテテｗｗ（2009年） - ゲスト
- 杉田智和のアニゲラ!ディドゥーーン!!（2013年〜2016年） - 有象無象[10]
- アニゲラ!ディドゥーン!!!（2016年〜2021年） - 有象無象
- 瑠璃子・佑磨のウルトラワイドスペシャル!（2017年） - ゲスト[16]

### インターネットテレビ
- しゃどばすチャンネル（2016年） - ゲスト
- 祁答院慎と行く○○（2017年〜） - レギュラー[15]
- ホラーアカデミアン（2019年〜） - アサクラ・ピース役[19]

### 舞台
- 祁答院慎ホラーショウ（2017年）- 「カフェイン中毒の男」主人公[17]

## 作品

### インターネットアニメ
- てぃ先生（2017年） - 作画

### コンピュータゲーム
- 月英学園 -kou-（2013年） - ゲストイラストレーター（「朝倉ブルー×pu2」名義）[3]
- 白猫プロジェクト（2014年） - イラスト
- コトダマン（2018年） - 開発協力[22]

### トレーディングカードゲーム
- バトルスピリッツ 智剣の歌姫アジルス（2015年） - イラスト（「ウルトラシッカチーフ」名義）
- バトルスピリッツ 七代目最可愛将孫市（2016年） - イラスト（「ウルトラシッカチーフ」名義）
- バトルスピリッツ ［虹色の才覚］キリカ（2017年） - イラスト（「ウルトラシッカチーフ」名義）
- バトルスピリッツ 駆け抜ける八咫烏の煌き孫市（2018年） - イラスト（「ウルトラシッカチーフ」名義）

### CD
- 土方蓮奈 NECROMANCE+D（2018年） - イラスト[6]

### 漫画
- ヤリチン石嶋くん（『コミックゼロス』23巻、ワニマガジン社、2014年11月） - 作（「ウルトラシッカチーフ」名義）
- 秘密のさくらちゃん（『コミックホットミルク』8巻2号、コアマガジン、2015年2月） - 作（「ウルトラシッカチーフ」名義）
- 快楽美少女図鑑（『コミックホットミルク』8巻7号、コアマガジ]、2015年7月） - イラスト（「ウルトラシッカチーフ」名義）
- ねえ☆ぱい（『コミックホットミルク』8巻7号、コアマガジン、2015年7月） - 作（「ウルトラシッカチーフ」名義）
- 夜は愛ドール（『コミックメガストアアルファ』14巻9号、コアマガジン、2016年9月） - 作
- アイラブアイズ（『コミックメガストアアルファ』15巻4号、コアマガジン、2017年7月） - 作

## 関連人物
- 祁答院慎
- 杉田智和
- 直司 (犬)
- フクダーダ
- マフィア梶田
- Lotus Juice